# Staatssecretaris
Een staatssecretaris is in België en Nederland een soort adjunct-minister. Ogenschijnlijk vergelijkbare termen als Secretary of State of Staatssekretär die in andere landen gebruikt worden hebben vaak een andere betekenis. In sommige landen (zoals Nederland, België en Frankrijk) maken ze deel uit van het kabinet en zijn er meerdere staatssecretarissen.
In het Verenigd Koninkrijk is een Secretary of State een senior-minister. In de Verenigde Staten is het de minister van buitenlandse zaken. Bij de Heilige Stoel draagt de hoogste bestuurder onder de paus deze titel.
In Duitsland was Staatssekretär tot 1919 de titel van de leider van een ministerie (toen Amt of Reichsamt genoemd). Sindsdien is een staatssecretaris een soort onderminister, maar hoort niet bij het kabinet. Sinds 1969 zijn er gewone staatssecretarissen, en Parlamentarische Staatssekretäre. De laatsten moeten lid van het parlement zijn. Ook wordt het woord "Staatssekretär" in Duitsland enigszins verwarrend gebruikt voor bepaalde topambtenaren.
In Frankrijk hebben in het kabinet meerdere secrétaires d'État zitting, hun functie is vergelijkbaar met de staatssecretarissen in Nederland en België.